# Radio X
Pour la radio québécoise, voir CHOI-FM.
Radio X (autrefois XFM) est une radio anglaise diffusant du rock, propriété de Global Media & Entertainment (en). Elle a été fondée le 21 septembre 2015, remplaçant notamment Xfm London et Xfm Manchester.